# FF (Sänger)

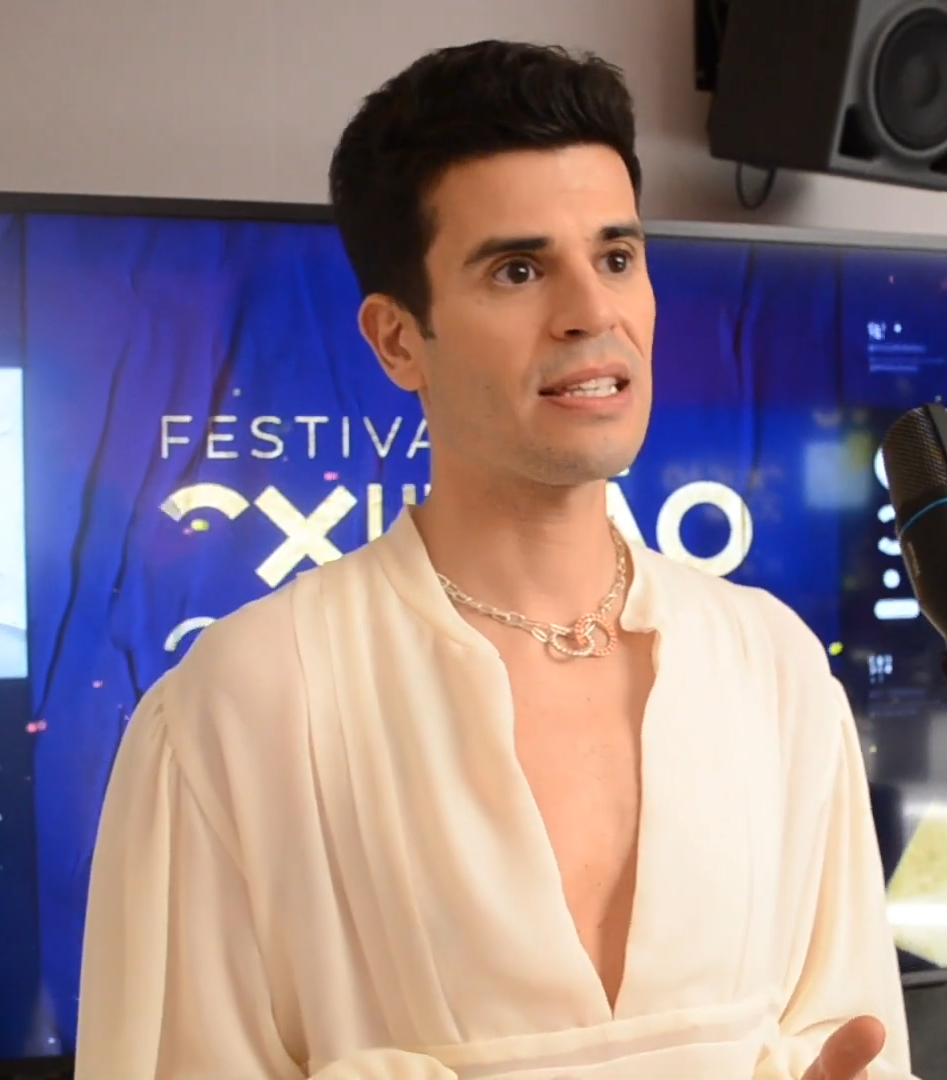
FF, 2022

FF, auch Fernando Fernandes, vollständig Fernando João Duarte do Carmo Abrantes Fernandes (* 3. Mai 1987 in Lissabon, Portugal) ist ein portugiesischer Popsänger, Musicaldarsteller und Schauspieler.

## Leben
Fernando Fernandes wurde in Lissabon geboren und verbrachte die ersten sieben Lebensjahre in Almada bei Lissabon. Es folgte ein Umzug in den Alentejo, wo er in Vila Nova da Baronia aufwuchs und die Schule besuchte. Seit 1999 ging er seinem Wunsch nach, Musik zu machen und gewann das Jugendmusikfestival Bravo Bravissimo, wo er erstmals im Fernsehen zu sehen war. Anschließend besuchte er in Évora für rund drei Jahre eine Musikschule, wo er in Gesang, Klavier und Geige unterrichtet wurde, um seinen Traum vom Musiker zu erfüllen.
2002 zog er mit 15 Jahren nach Lissabon, um in der Nachbarstadt Cascais eine Schauspielausbildung zu beginnen. Er nahm an einem Casting für die   portugiesische Fernsehserie Morangos com Açucar teil, wodurch er die Rolle des Tome Campos erhielt und in der 3. Staffel mitspielte. Weitere Serien, an denen er komplett teilnahm, waren Feitiço de Amor und Deixa-me Amar.
Seit 2012 war er festes Mitglied der portugiesischen Imitationsendung A tua cara não me é estranha, wo Sänger live berühmte Sänger oder Sängerinnen imitierten. Dort war er u. a. als Prince, Ray Charles, Freddie Mercury, Shirley Bassey, Montserrat Caballé, Mika, Kate Bush, Paulo de Carvalho, Luther Vandross, Eros Ramazzotti, Andrea Bocelli und als Carmen Miranda zu sehen.
Sein erstes Album verkaufte sich in Portugal 80.000 mal, sein zweites brachte ihm mit CD und DVD eine Goldene Schallplatte ein.
Als Musicaldarsteller spielte er in Portugal in den Musicals Fame die Rolle des Nick Piazza und in High School Musical 2- o espetáculo die Rolle des Troy Bolton.
Seine Tonlage ist die eines Bariton. 2014 erfolgte seine erste Mitwirkung an einem Spielfilm, Eclipse em Portugal, einem Film nach einer wahren Begebenheit.
2022 erfolgte seine Teilnahme am Festival da Canção, dem portugiesischen Vorentscheid zum Eurovision Song Contest, mit dem Lied Como É Bom Esperar Alguém. Er landete damit auf dem dritten Platz in der Finalrunde.

## Trivia
- Während einer Radiosendung rezitierte er ein Gedicht von Ary dos Santos und fing an zu weinen.
- Er gilt als der bedeutendste Carmen-Miranda-Darsteller Europas. Die   brasilianische Sängerin wird vor allem in Brasilien und Portugal   verehrt und oft imitiert, auch von Männern und Transvestiten. Auch in anderen Teilen Europas wird sie oftmals von Transvestiten imitiert.
- 2012 kamen Gerüchte über eine vermeintliche Homosexualität des Sängers auf. Das Magazin "TV 7 dias" brachte eine ausführliche Dokumentation, in der der angebliche Lebensgefährte Gonçalo Zinho, ein 23-Jähriger, präsentiert wurde. FF dementierte bisher alle Gerüchte in diese Richtung und bezeichnete diese als "Missverständnis".
- Sein Künstlername FF setzt sich aus den Initialen seines ebenfalls als Künstlername benutzten Klarnamens Fernando Fernandes zusammen.

## Filmografie
- 2014: Eclipse em Portugal

## Diskografie
| Jahr | Titel           | Höchstplatzierung, Gesamtwochen, AuszeichnungChartsChartplatzierungen (Jahr, Titel, Platzierungen, Wochen, Auszeichnungen, Anmerkungen) | Anmerkungen |
| Jahr | Titel           | PT | Anmerkungen |
| ---- | --------------- | --- | ----------- |
| 2006 | Eu aqui         | PT1 ×3Dreifachplatin · (22 Wo.)PT |             |
| 2006 | Live Tour       | PT16 Gold · (7 Wo.)PT |             |
| 2007 | A música nasce  | PT15 (4 Wo.)PT |             |
| 2010 | O jogo recomeça | PT23 (2 Wo.)PT |             |
| 2014 | Saffra          | PT9 (4 Wo.)PT |             |